# سلسلة جبال فيرويذر
تعد سلسلة جبال فيرويذر سلسلة جبلية تقع في ولاية ألاسكا الأمريكية والمقاطعة الكندية لكولومبيا البريطانية. وهي أقصى جنوب سلسلة جبل سينت إلياس. يقع الجزء الشمالي من السلسلة في متنزه مقاطعة تاتشينشيني-ألسيك بينما يقع القسم الجنوبي في متنزه خليج ومحمية غليسر الوطنية، في منطقة تعداد هوناه-أنجون. بينهما يمر عبر الركن الجنوبي الشرقي من ياكوتات تشمل قمم جبل فيرويذر (أعلى نقطة في كولومبيا البريطانية) وجبل كوينسي آدامز الذي يبلغ ارتفاعه 4150 مترًا (13615 قدمًا).
تعد سلسلة جبال فيرويذر موطنًا لصدع فيرويذر، وهو صدع تحويل جيولوجي نشط لصدع الملكة شارلوت الأكبر على طول الحدود بين صفيحتي المحيط الهادئ وأمريكا الشمالية.